# Emmanuel de Blommaert
Emmanuel de Blommaert (n. 15 octombrie 1875, Blicquy⁠(d), Valonia, Belgia – d. 12 aprilie 1944, Mazy⁠(d), Valonia, Belgia) a fost un sportiv ce a reprezentat Belgia, medaliat olimpic. A participat la o ediție a Jocurilor Olimpice (1912) în care a câștigat o medalie de bronz.